# Млинівці (Тернопільський район)

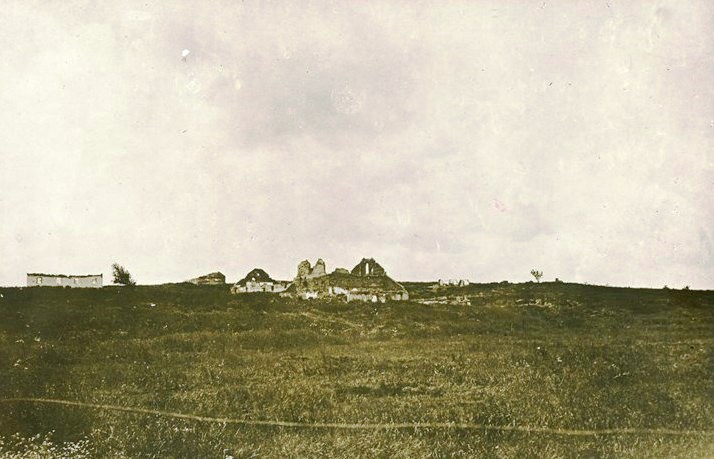
Знищені вогнем артилерії село Млинівці в роки Першої світової війни

Млині́вці — село в Україні, у Зборівській міській громаді Тернопільського району Тернопільської області. Розташоване за 2 км від центру міської громади на берегах річки Стрипи, на заході району. До 2016 адміністративний центр сільської ради, якій були підпорядковані села Грабківці, Кудобинці, Присівці, Тустоголови. 

## Історія
Перша писемна згадка — 1598 як власність М. Собеського. Діяли «Просвіта» та інші товариства.
У Млинівцях була розміщена центральна садиба колгоспу «Дружба», за яким закріплено 4,2 тис. га сільськогосподарських угідь, у т. ч. 3,8 тис. га орної землі. Основною зерновою культурою є озима пшениця, а технічною — цукрові буряки. Спеціалізується на відгодівлі великої рогатої худоби. На території Млинівців міститься районне об’єднання «Сільгосптехніки», комбікормовий завод. За успіхи, досягнуті в розвитку сільськогосподарського виробництва, в 1971 році ордена Жовтневої Революції удостоєно бригадира колгоспу М. М. Бартоша, орденом Трудового Червоного Прапора нагороджено ланкову М. І. Мелех і колгоспницю Е. П. Миць.
Тут є восьмирічна й початкова школи та школа сільської молоді. Працюють клуб, бібліотека; медичний пункт, дитячий садок, відділення зв’язку, три магазини, їдальня. За 1962— 1972 рр. збудовано 89 житлових будинків. У селі працюють 43 комуністи та 53 комсомольці.
Млинівці відомі з 1598 року. У серпні—вересні 1920 р. встановлена Радянська влада, діяв сільський ревком. 1923 року, за буржуазно-поміщицької Польщі, місцеві селяни підпалили панський фільварок.
Колгосп заснований 1940, відновив діяльність 1945 року. Під час Другої Світової війни 40 місцевих жителів брало активну участь у боротьбі проти фашистських загарбників. За бойові подвиги 26 чоловік нагороджено орденами й медалями.
12 червня 2020 року, відповідно до розпорядження Кабінету Міністрів України № 724-р «Про визначення адміністративних центрів та затвердження територій територіальних громад Тернопільської області» увійшло до складу Зборівської міської громади.
19 липня 2020 року, в результаті адміністративно-територіальної реформи та ліквідації Зборівського району, село увійшло до складу Тернопільського району.

## Населення

### Мова
Розподіл населення за рідною мовою за даними перепису 2001 року:
| Мова       | Кількість | Відсоток |
| ---------- | --------- | -------- |
| українська | 837       | 99.41%   |
| вірменська | 2         | 0.23%    |
| російська  | 1         | 0.12%    |
| білоруська | 1         | 0.12%    |
| румунська  | 1         | 0.12%    |
| Усього     | 842       | 100%     |

## Релігія
- церква святого Володимира та Ольги (будівництво розпочато 1996),
- церква Блаженного Священномученика Миколая Чарнецького (2008, УГКЦ)
- каплиця (1996).

## Пам'ятники
Споруджено пам’ятник на честь незалежності України (1991).

## Соціальна сфера
Працюють ЗОШ І-ІІІ ступенів, клуб, бібліотека, ФАП, СП ЗАТ «Добра вода».

## Населення
У 2001 році в селі проживало 842 особи. 

## Відомі люди

### Народилися
- Кулинець Назарій Вікторович (1989—2015) — військовик, учасник АТО, загинув вранці 1 лютого 2015-го під час вибуху в одному з наметів у с. Преображенка Херсонської області[4][5].
- Новицька Броніслава Іванівна — новатор сільськогосподарського виробництва, ланкова колгоспу «Вільне життя» Зборівського району, голова виконкому Млиновецької сільської ради Зборівського району Тернопільської області. Депутат Верховної Ради УРСР 3-го скликання.
- Ящищак Броніслава Іванівна — голова Млиновецької сільської ради Зборівського району Тернопільської області. Депутат Верховної Ради УРСР 4-го скликання.

## Галерея

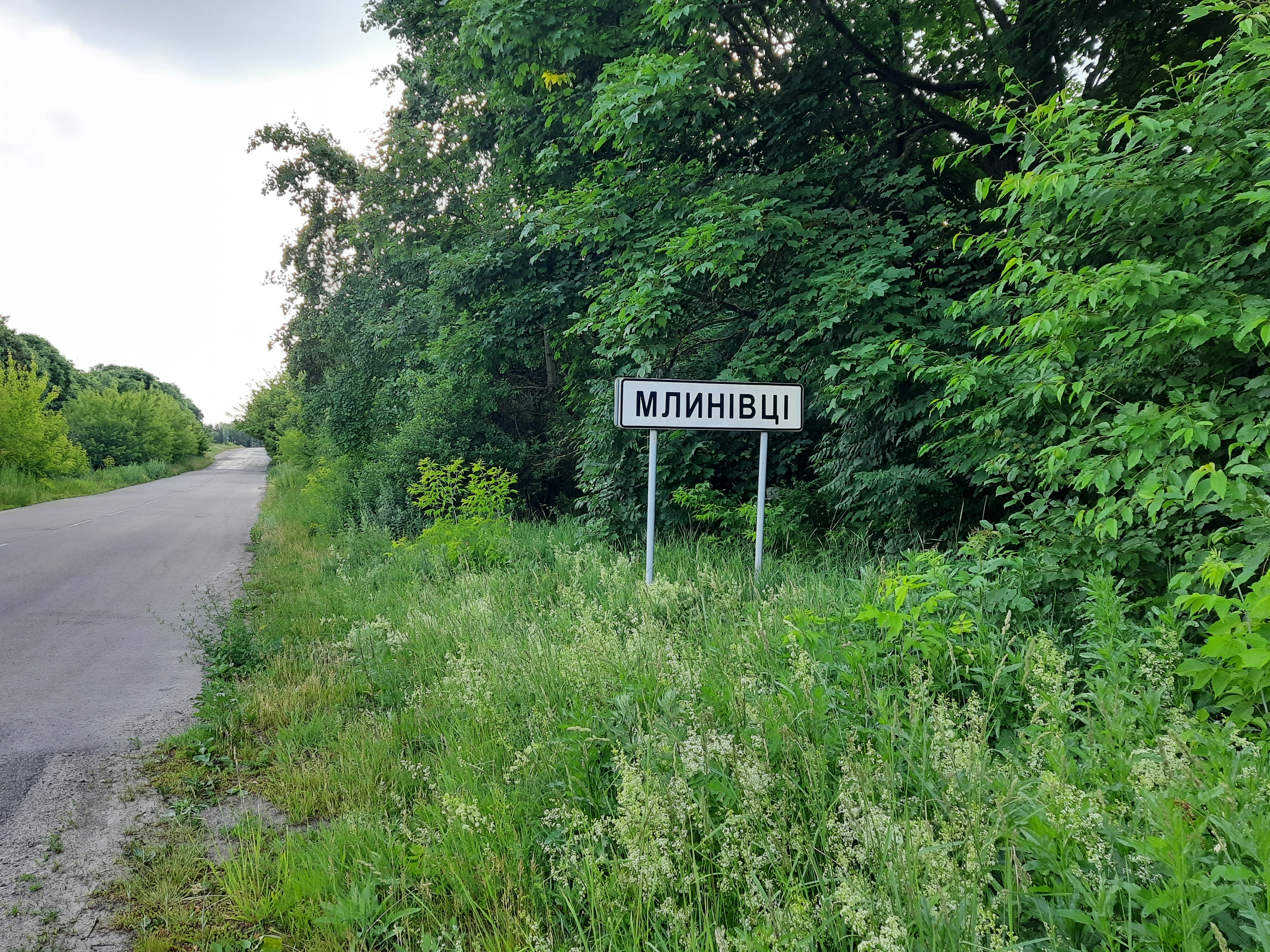
Дорожній знак при в'їзді в село
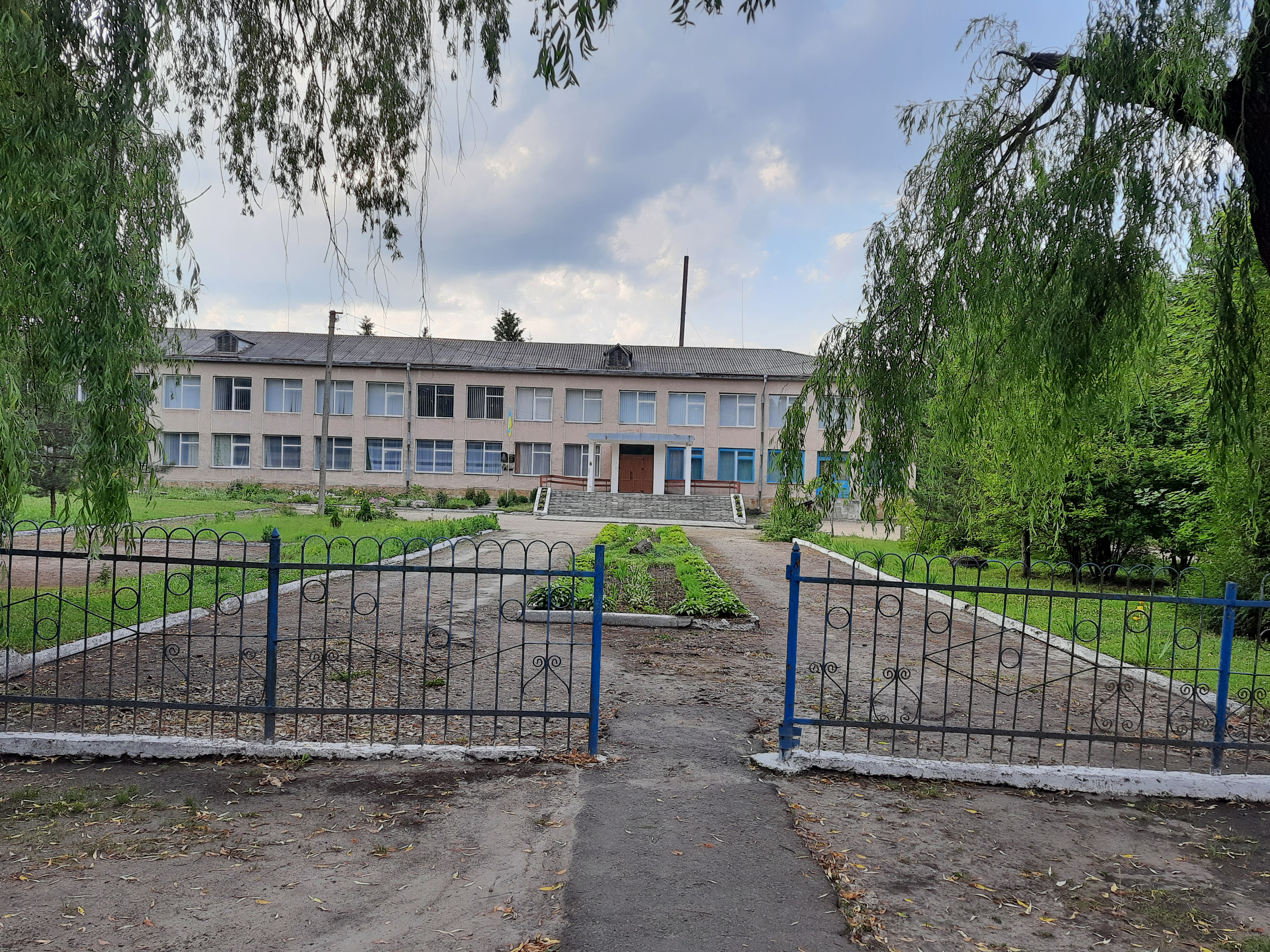
Школа
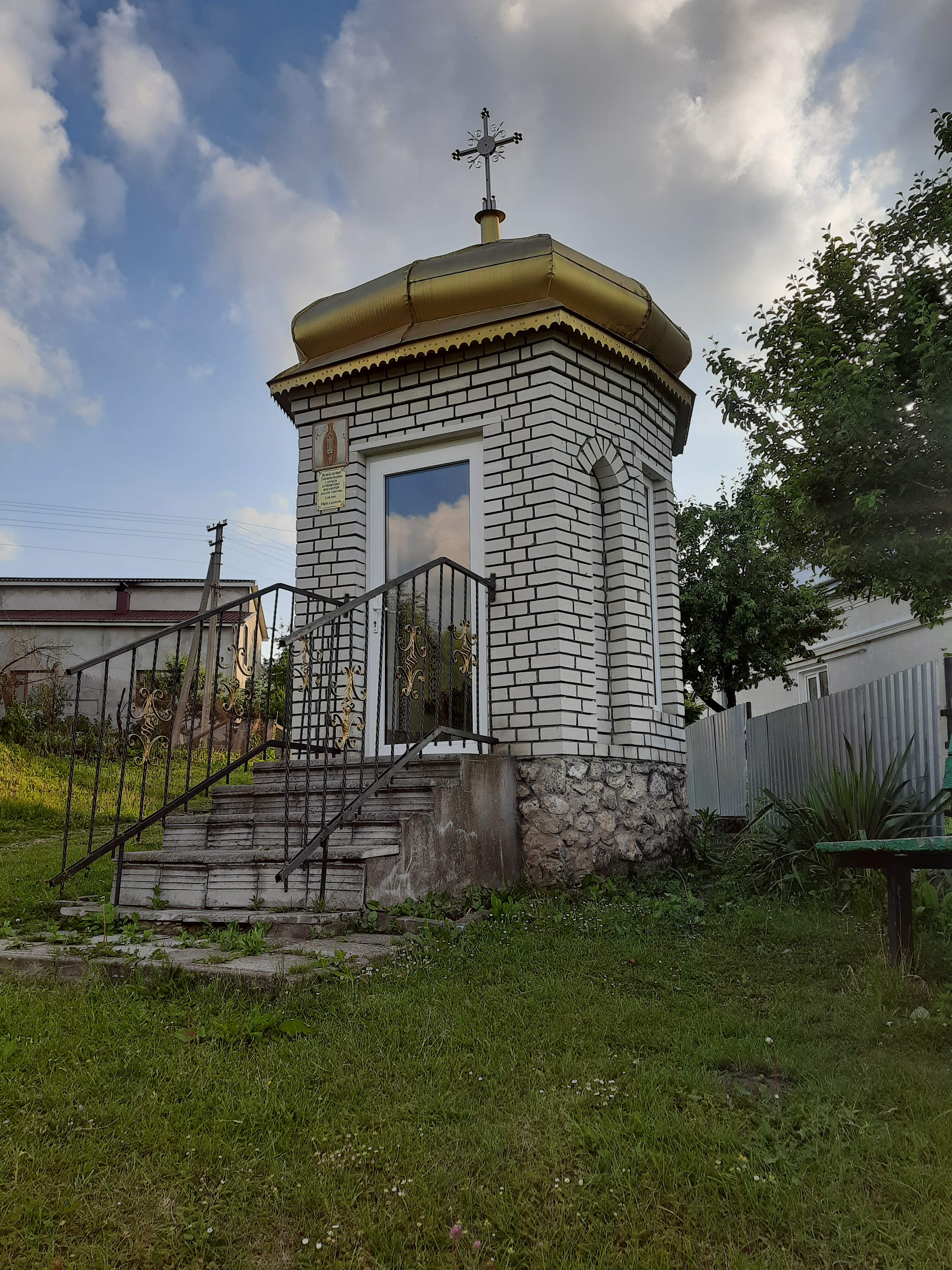
Капличка
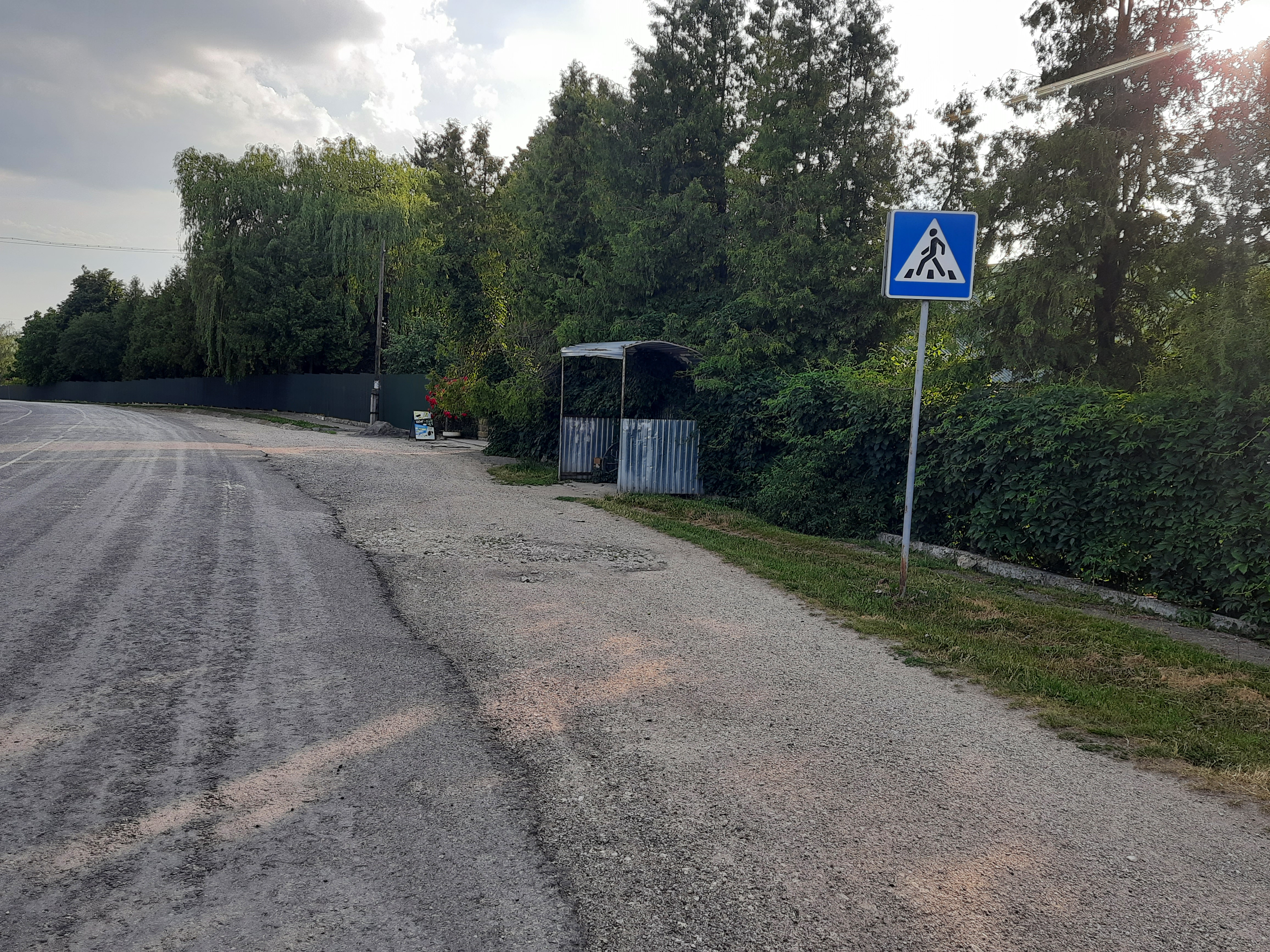
Автобусна зупинка
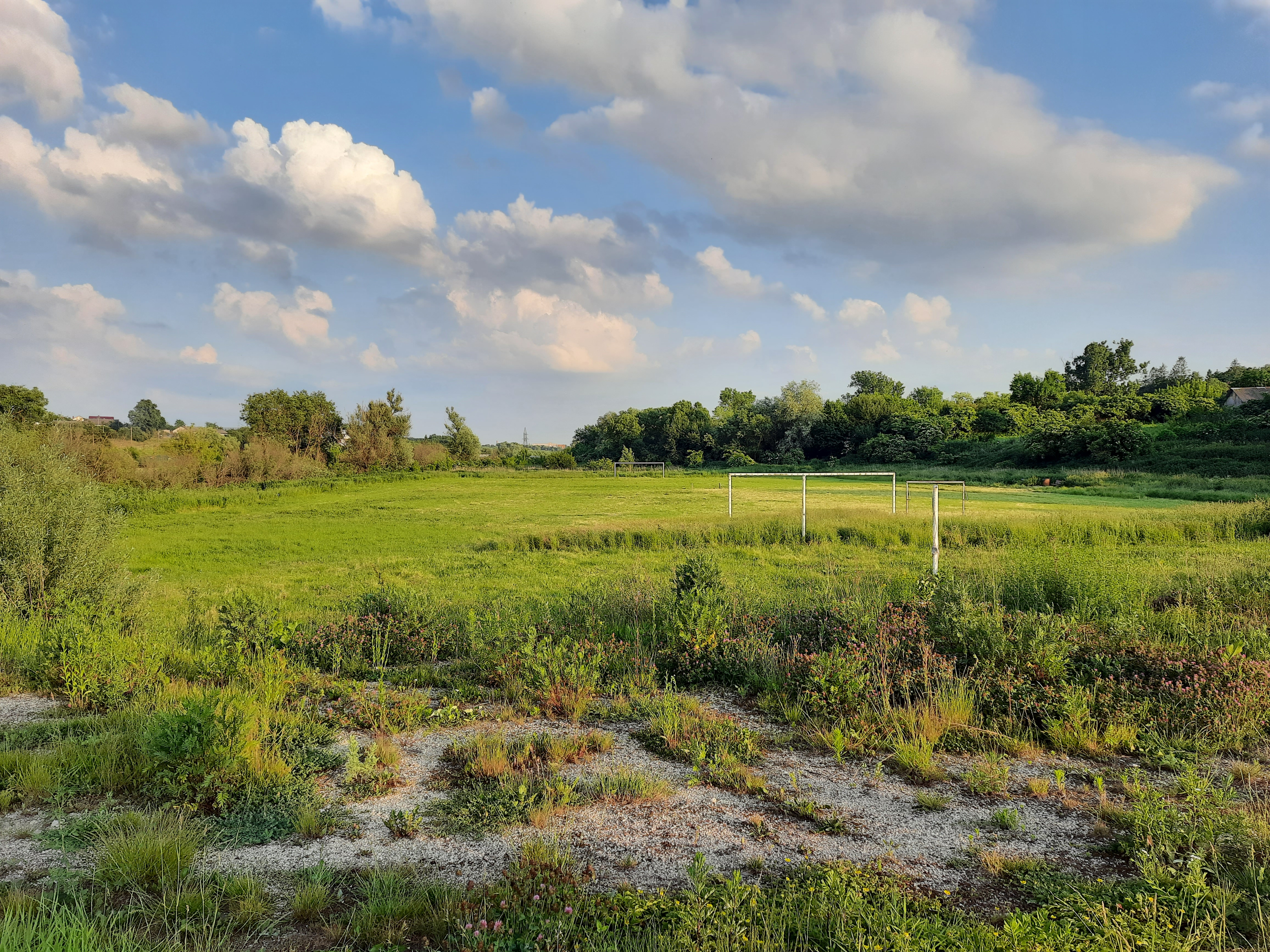
Стадіон